# 1C:Enterprise
1C:Enterprise (russisch 1С:Предприятие) ist ein Framework für die Erstellung von Anwendungen für Unternehmen für verschiedene Branchen und Bereiche.
1C:Enterprise beschleunigt die Entwicklung von Geschäfts-Anwendungen wesentlich, da viele applikationsrelevante Funktionen bereits implementiert und einsatzbereit sind.
Das Framework wird bereits seit 1991 von dem russischen Hersteller 1C entwickelt.
Da sowohl die Entwicklungsplattform als auch die Anwendungen für den Markt der Gemeinschaft Unabhängiger Staaten (GUS) vorgesehen waren, wurde eine Programmiersprache verwendet, die aus dem Russischen abgeleitet wurde.
Erst mit der Ausrichtung für den Internationalen Markt wurde 1C:Enterprise um einen an das Englische und somit den lateinischen Zeichensatz angelehnten Dialekt erweitert.
Für die Betreuung von Projekten außerhalb der GUS wurde 2005 die Tochtergesellschaft 1C Germany mit Sitz in Deutschland gegründet.

## Aufbau
So kann der Entwickler fertige Module des Forderungsmanagement, der Buch- und Lohnbuchhaltung, verschiedene Business-Prozesse und weitere Funktionen die geschäftsübliche Prozesse abbilden nutzen und anpassen.
Auf die einfache Skalierbarkeit wird viel Wert gelegt, wodurch auch bereits einsatzfähige Anwendungen leicht erweiterbar sind und individuell angepasst werden können.
Die mitgelieferte Anwendung Designer dient als IDE zum Erstellen von Konfigurationen (so bezeichnet 1C die erstellten Anwendungen).
So erstellte Konfigurationen können dann sowohl unter Windows als auch Linux betrieben werden, eine wesentliche Neuerung ist auch der Einsatz von mobilen Devices, also sowohl Geräten mit Android als auch iOS Betriebssystem.
Da in 1C:Enterprise ein Anwendungsserver integriert ist, können Anwendungen auch über einen Webbrowser verwendet werden.
Neben einem eigenen Datenbank-Format, das 1C:Enterprise von Hause aus mitbringt, werden viele andere Datenbanken unterstützt:
- Microsoft SQL Server
- PostgreSQL
- IBM DB2
- Oracle

## 1C:Enterprise Features
- Enthält viele Funktionen zum Abbilden von Geschäftsprozessen
- Eigene Programmiersprache
- Automatische GUI Erstellung
- Mehrbenutzersystemen und Rollenkonzept
- Einfache Skalierbarkeit
- Offener Quelltext
- Integrierter Anwendungsserver
- Flexible Datenbank Unterstützung
- Verschlüsselung von Daten
- Plattformunabhängig (Windows / Linux / mobile Geräte)
- Unterstützung von Web- und Thin-Client
- Versionskontrolle und Team Entwicklung
- Web Protokolle

## Mit 1C:Enterprise entwickelte Anwendungen
Es gibt über 260 fertige Anwendungen (Stand: 7. Juli 2013), die mit 1C:Enterprise entwickelt wurden. Dabei handelt es sich um Anwendungen und Branchenlösung, die sofort Einsatzbereit sind, jedoch auch die Möglichkeit bieten bei Bedarf weiter angepasst und erweitert zu werden.
Einige der bekanntesten Anwendungen:
- 1C:Accounting
- 1C:CRM
- 1C:Trade Manager
- 1C:ERP

## Enthaltene Entwicklung Tools
- Formular Designer
- Abfrage Designer
- Bericht Designer
- Designer für die Erstellung von Hilfen
- Rechte Designer
- Tools für die Entwicklung im Team
- Internet Tool Library mit Funktionen für HTTP, FTP, SMTP, POP3 und IMAP
- Debugging Tools
- Funktionen zum Logging